# Loïc Brabant
Loïc Brabant est un acteur français, né le 23 décembre 1961.

## Biographie
Élève au Cours Simon, à la Classe libre du Cours Florent, puis pensionnaire à la Comédie-Française (1989-1992).

## Filmographie

### Cinéma
- 1986 : On a volé Charlie Spencer ! de  Francis Huster
- 1987 : Le Jupon rouge de  Geneviève Lefebvre
- 1987 : Travelling avant de Jean-Charles Tacchella
- 1991 : Does this mean we're married ? de Carol Wiseman
- 2003 : Tais-toi ! de Francis Veber
- 2005 : Caché de Michael Haneke
- 2014 : Lucy de Luc Besson

### Télévision
- 2007 : Hubert et le chien de Laurence Katrian

## Théâtre
- 1989 : La Folle Journée ou le Mariage de Figaro de Beaumarchais, mise en scène Antoine Vitez, Comédie-Française
- 1989 : La Vie de Galilée de Bertolt Brecht, mise en scène Antoine Vitez, Comédie-Française
- 1991 : Iphigénie de Racine, mise en scène Yannis Kokkos, Comédie-Française
- 1992 : Caligula d'Albert Camus, mise en scène Youssef Chahine, Comédie-Française Salle Richelieu
- 1997 : Le Barbier de Séville de Beaumarchais, mise en scène Jean-Louis Thamin, Théâtre du Port de la lune
- 2002 : Mère Courage et ses enfants de Bertolt Brecht, mise en scène Christian Schiaretti, Comédie de Reims, Théâtre national de la Colline
- 2003 : L'Opéra de quat'sous de Bertolt Brecht et Kurt Weill, mise en scène Christian Schiaretti, TNP Villeurbanne
- 2004 : L'Opéra de quat'sous de Bertolt Brecht et Kurt Weill, mise en scène Christian Schiaretti, Théâtre national de la Colline, Théâtre national de Strasbourg
- 2005 : Foley - Chevauchée irlandaise de Michaël West, mise en scène Laurent Hatat,   Comédie de Béthune